# النموذج المرضي للإدمان
يصف نموذج مرض الإدمان بأنه مرض له مصادر بيولوجية وعصبية وجينية وبيئية. يعزو النموذج الطبي المعاصر الإدمان بشكل جزئي إلى التغييرات في الدماغ. كما يأخذ النموذج الطبي في اعتباره أن هذا المرض قد يكون ناتجًا عن عوامل بيولوجية أو نفسية أو اجتماعية أخرى على الرغم من الفهم غير المكتمل لآليات هذه العوامل.
تم استعراض الآليات الجزيئية الحيوية المشتركة الكامنة وراء جميع أشكال الإدمان - CREB و ΔFosB - من قبل ايريك نستلر في مراجعة عام 2013.
يمكن أن تسهم العوامل الجينية والاضطرابات العقلية في شدة إدمان المخدرات. يمكن أن يعزى ما يقرب من خمسين في المئة من فرصة إدمان الشخص إلى عوامل وراثية.

## نقد
يرى نقاد النموذج المرضي للإدمان لا سيما أولئك الذين يوافقون على نموذج تطور الإدمان بسبب اسباب حياتية، أن تصنيف الناس كمدمنين يمنعهم من ضبط النفس ووصمهم. كما لوحظ من قبل المتخصص في الحد من الضرر أندرو تاتارسكي:"إن جوهر هذا النموذج هو الاعتراف البراغماتي بأن العلاج يجب أن يتلقاه أشخاص يريدون الشفاء بإرادة حقيقية، وبالتالي، فإن مناهج الحد من الضرر تشمل مجموعة كاملة من أهداف الحد من الضرر بما في ذلك، على سبيل المثال لا الحصر، الامتناع عن تناول المخدرات.